# Ojos del Caburgua

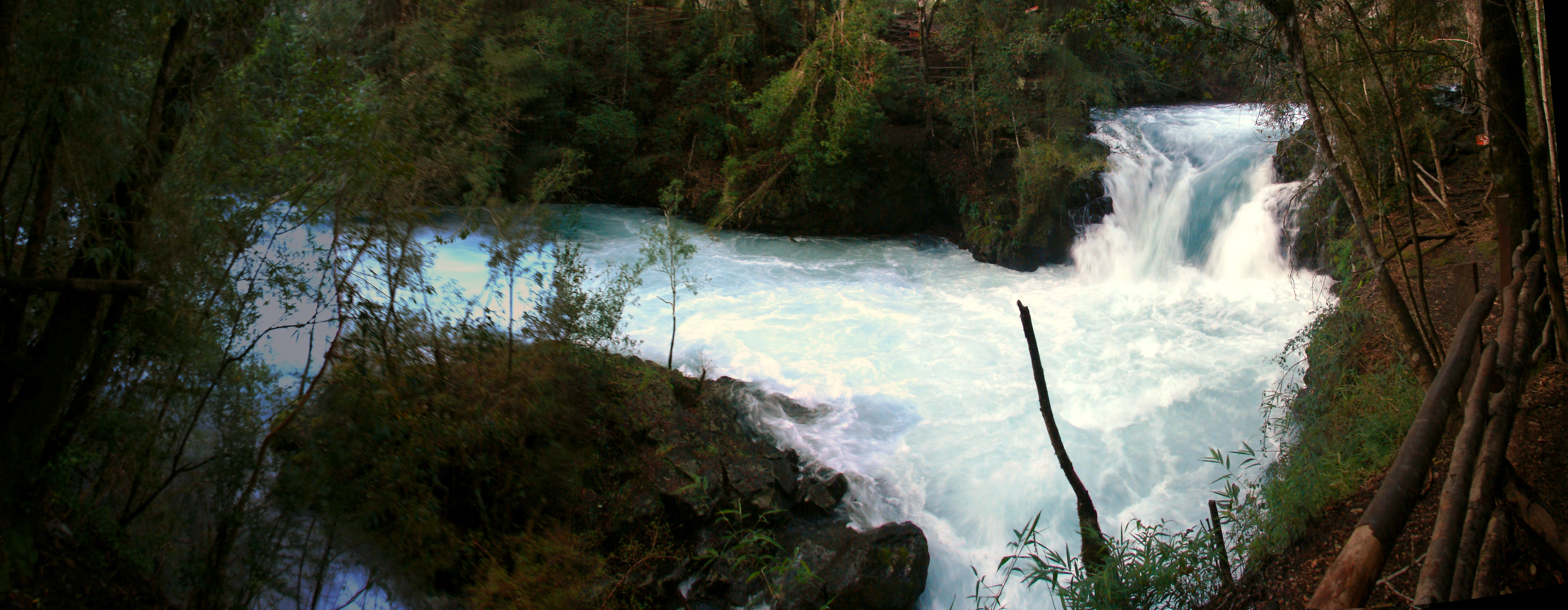
Ojos del Caburgua.

Los Ojos del Caburgua es un atractivo turístico natural ubicado en la comuna de Pucón, Región de la Araucanía, Chile, cerca del Lago Caburgua.
Los Ojos del Caburgua son pozos de agua de gran belleza, producto de su color azul eléctrico. El agua de estos pozos proviene de un desagüe subterráneo desde el Lago Caburgua. Se puede acceder a los ojos tanto en vehículo como en bicicleta.